# Edmontonia australis
Edmontonia australis es una especie del género extinto Edmontonia de dinosaurios tireóforos nodosáuridos, que vivió a finales del período Cretácico, hace aproximadamente entre 83 a 70 millones de años, en el Campaniense y el Maastrichtiense, en lo que hoy es Norteamérica. Descrita por Tracy L. Ford en 2000, solo conocido por placas cervicales, siendo considerado dudoso o sinónimo de Glyptodontopelta mimus. Usualmente en este género se incluye a Denversaurus schlessmani.